# Burg Villmar
Die Burg Villmar, auch Vogteiburg genannt, ist eine abgegangene Höhenburg auf einem Höhenrand bei 140 m ü. NHN über dem Lahntal im Bereich des alten Friedhofes im Westen der Gemeinde Villmar im Landkreis Limburg-Weilburg in Hessen.
Vermutlich wurde die Burg um 1250 von den Herren von Isenburg erbaut, worauf die Erwähnung von isenburgischen Burgleuten im Jahr 1251 hinweist. 1348 wurden die Burg und die Stadt Villmar Ziel eines Vorstoßes des Erzstifts Trier unter dem Trierer Metropoliten Balduin von Luxemburg. 1362 wurde die Burg Reichslehen des Erzstifts Trier. In der ersten Hälfte des 18. Jahrhunderts erscheint die Vogteiburg auf einem Ortsplan als dreistöckiger Wohnturm. Nach Abbruch der Festungsanlagen Anfang des 19. Jh. sind nur noch die Untergeschosse vorhanden.
Bei Grabungen im Bereich des Burgplatzes wurde 1840 das Fundament eines mutmaßlich älteren Turms gefunden.